# Voetbalkampioenschap van Wezer-Jade 1927/28
In 1927/28 werd het zesde voetbalkampioenschap van Wezer-Jade gespeeld, dat georganiseerd werd door de Noord-Duitse voetbalbond. 
VfB Komet 1896 werd kampioen van de groep Wezer en Werder Bremen van de groep Jade. Beide clubs plaatsten zich voor de Noord-Duitse eindronde. VfB Komet 1896 werd in de eerste ronde verslagen door Hamburger SV en Werder door FC Borussia 04 Harburg.
SC 1909 Hemelingen nam de naam Grün-Weiß Bremen aan.

## Bezirksliga

### Groep Wezer
| Plaats | Club                      | Wed. | W  | G | V  | Saldo | Ptn   |
| ------ | ------------------------- | ---- | -- | - | -- | ----- | ----- |
| 1.     | VfB Komet 1896 Bremen     | 16   | 15 | 0 | 1  | 83:34 | 30:6  |
| 2.     | Bremer SV 06              | 16   | 9  | 3 | 4  | 59:35 | 21:15 |
| 3.     | Bremer BV Union 1901      | 16   | 10 | 1 | 5  | 53:42 | 21:15 |
| 4.     | FC SuS 1900 Delmenhorst   | 16   | 7  | 1 | 8  | 42:38 | 15:21 |
| 5.     | TuS Eintracht 1914 Bremen | 16   | 7  | 1 | 8  | 49:50 | 15:21 |
| 6.     | Geestemünder SC 1904      | 16   | 6  | 2 | 8  | 54:42 | 14:22 |
| 7.     | SV Frisia Oldenburg       | 16   | 7  | 0 | 9  | 46:54 | 14:22 |
| 8.     | SC Nordenham              | 16   | 5  | 1 | 10 | 30:66 | 11:23 |
| 9.     | SV Grün-Weiß Bremen       | 16   | 1  | 1 | 14 | 19:74 | 3:33  |

|  | Geplaatst voor finale |
|  | Degradatie            |

### Groep Jade
| Plaats | Club                      | Wed. | W  | G | V  | Saldo | Ptn   |
| ------ | ------------------------- | ---- | -- | - | -- | ----- | ----- |
| 1.     | SV Werder Bremen          | 16   | 13 | 0 | 3  | 70:23 | 26:10 |
| 2.     | ABTS 1891 Bremen          | 16   | 11 | 2 | 3  | 47:25 | 24:12 |
| 3.     | Wilhelmshavener SV 06     | 16   | 8  | 3 |    | 35:38 | 19:15 |
| 4.     | VfL Schutzpolizei Bremen  | 16   | 7  | 2 | 7  | 40:31 | 16:20 |
| 5.     | FV 1900 Woltmershausen    | 16   | 6  | 3 | 7  | 39:36 | 15:21 |
| 6.     | VfB Oldenburg             | 16   | 6  | 2 | 8  | 37:41 | 14:22 |
| 7.     | Wilhelmshavener SC Frisia | 16   | 7  | 0 | 9  | 35:45 | 14:22 |
| 8.     | VfL 05 Rüstringen         | 16   | 4  | 5 | 7  | 32:49 | 13:23 |
| 9.     | FC Stern 07 Bremen        | 16   | 1  | 1 | 14 | 12:59 | 3:33  |

### Finale
Heen
|  |                       |       |               |        |
|  | VfB Komet 1896 Bremen | 4 – 2 | Werder Bremen | Bremen |
|  |                       |       |               | Bremen |

Terug
|  |               |       |                       |        |
|  | Werder Bremen | 1 – 4 | VfB Komet 1896 Bremen | Bremen |
|  |               |       |                       | Bremen |